# Мурашник (торт)

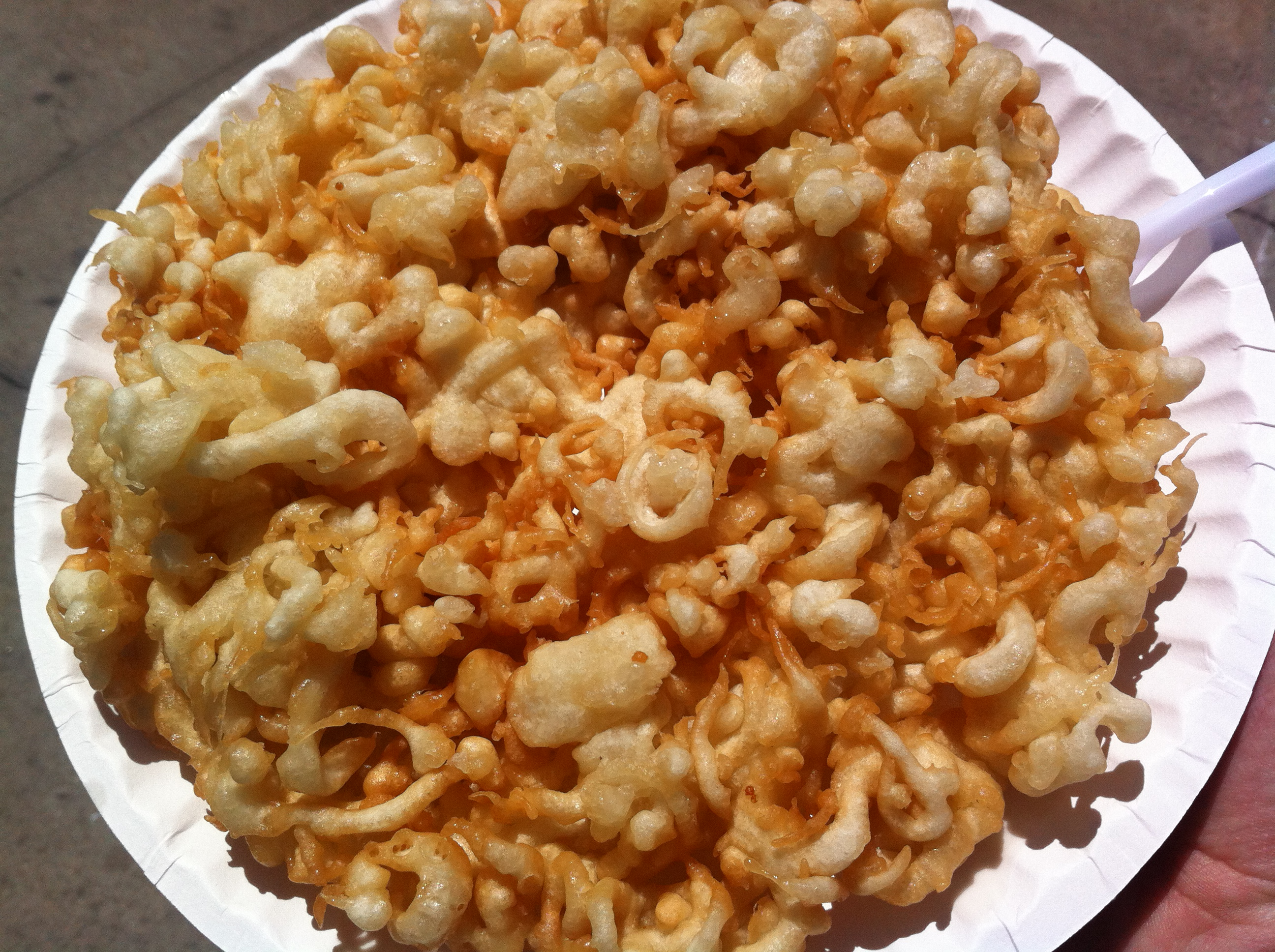
Найпростіший варіант «торта з лійки»

Торт «мурашник» — популярна страва пострадянської кухні, відома з 1970-х років як домашня страва, з 1990-х років проводиться промислово.

## Рецепт
Рецепт сходить до популярного в США «торту з лійки» («Фанел кейк», англ. funnel cake), який з'явився в Пенсільванії серед німецько-голландських колоністів і став популярною стравою на карнавалах, ярмарках, спортивних фестивалях і курортах.
На відміну від мурашника основний принцип приготування Фанел кейк: заварне тісто виливається через лійку у вигляді різних фігур в олію і засмажують до золотисто-коричневого кольору. Торт може посипатися цукровою пудрою, корицею, мускатним горіхом, варенням. У США як прикрасу також використовуються свіжі фрукти.

## У різних кухнях і країнах

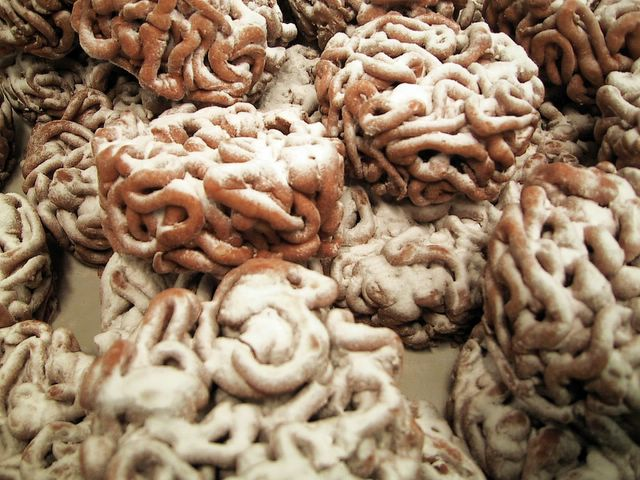
Тіппалейпя.

Страва також відома і в інших кухонь. В Австрії вона носить назву «штраубен», нім. Strauben, у Словенії — «фланцаті» (словен. flancati), у фінській кухні — «тіппалейпя», фін. tippaleipä (зазвичай подається на травневий фестиваль початку весни, Ваппу).
В Індії аналогічний десерт відомий під назвою «джалебі», однак він має більш густу й тягучу консистенцію і посипається цукром. В Ірані відомий як «зульбія».